# Upplands runinskrifter 520
Upplands runinskrifter 520 är ett försvunnet vikingatida runstensfragment som funnits i Salmunge, Björkholmen, Skederids socken och Norrtälje kommun. Fragmentet utgör toppen av en runsten och är cirka 0,4 meter högt och 0,8 meter brett.

## Inskriften
Translitterering av runraden:
[... raistu · stai(n) ...]
Normalisering till runsvenska:
... ræistu stæin ...
Översättning till nusvenska:
... reste stenen ...